# Volkswagen
Volkswagen [ˈfɔlksˌvaːgən] – marka samochodów produkowanych przez niemiecki koncern Volkswagen AG. W dosłownym tłumaczeniu znaczy „samochód dla ludu”. Spółka jest notowana na giełdzie od 2003 roku.

## Historia
Historia koncernu Volkswagen rozpoczęła się w 1931 roku, kiedy przedsiębiorstwo Zündapp zwróciło się do Ferdinanda Porsche o przygotowanie projektu taniego samochodu. Ukryto go pod nazwą Typ 12. Rozwinięciem tego projektu była współpraca z przedsiębiorstwem NSU, która zaowocowała prototypem Typ 32. W 1933 roku poznał Adolfa Hitlera, który zażyczył sobie, by Porsche stał się nadwornym konstruktorem ówczesnych Niemiec. 17 kwietnia 1934 roku Ferdinand Porsche zaprezentował niemieckiemu rządowi projekt samochodu – Garbusa. Była to odpowiedź na oczekiwania Hitlera, który domagał się taniego, rodzinnego samochodu. W zamyśle Hitler chciał odciążyć kolej, która była z roku na rok coraz bardziej niewydolna. Po wielu zbudowanych prototypowych modelach (konkretnie było ich 9) zatwierdzono w 1938 roku do produkcji seryjnej w przyszłej fabryce VolkswagenWerk GmbH projekt „Porsche typ 60”. O prawdziwości tych zapowiedzi miała świadczyć oficjalna uroczystość państwowa, jaka odbyła się 26 maja 1938 roku w Fallersleben (Dolna Saksonia). Wtedy to położono kamień węgielny pod budowę przyszłej fabryki  KdF-Wagen (Kraft durch Freude-Wagen), a Adolf Hitler ochrzcił pojazd tytułem: „niemiecki samochód ludowy”.

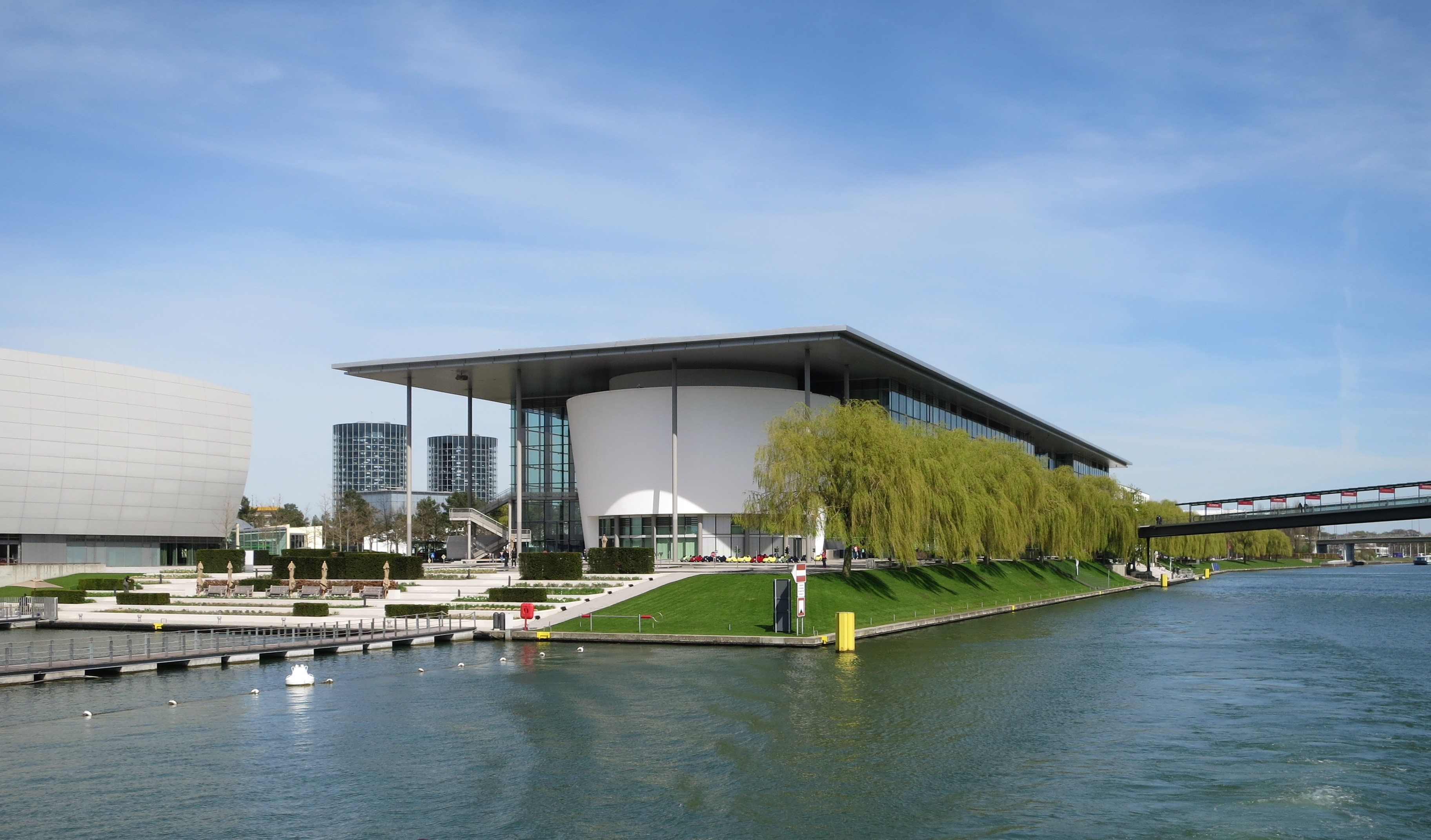
Autostadt

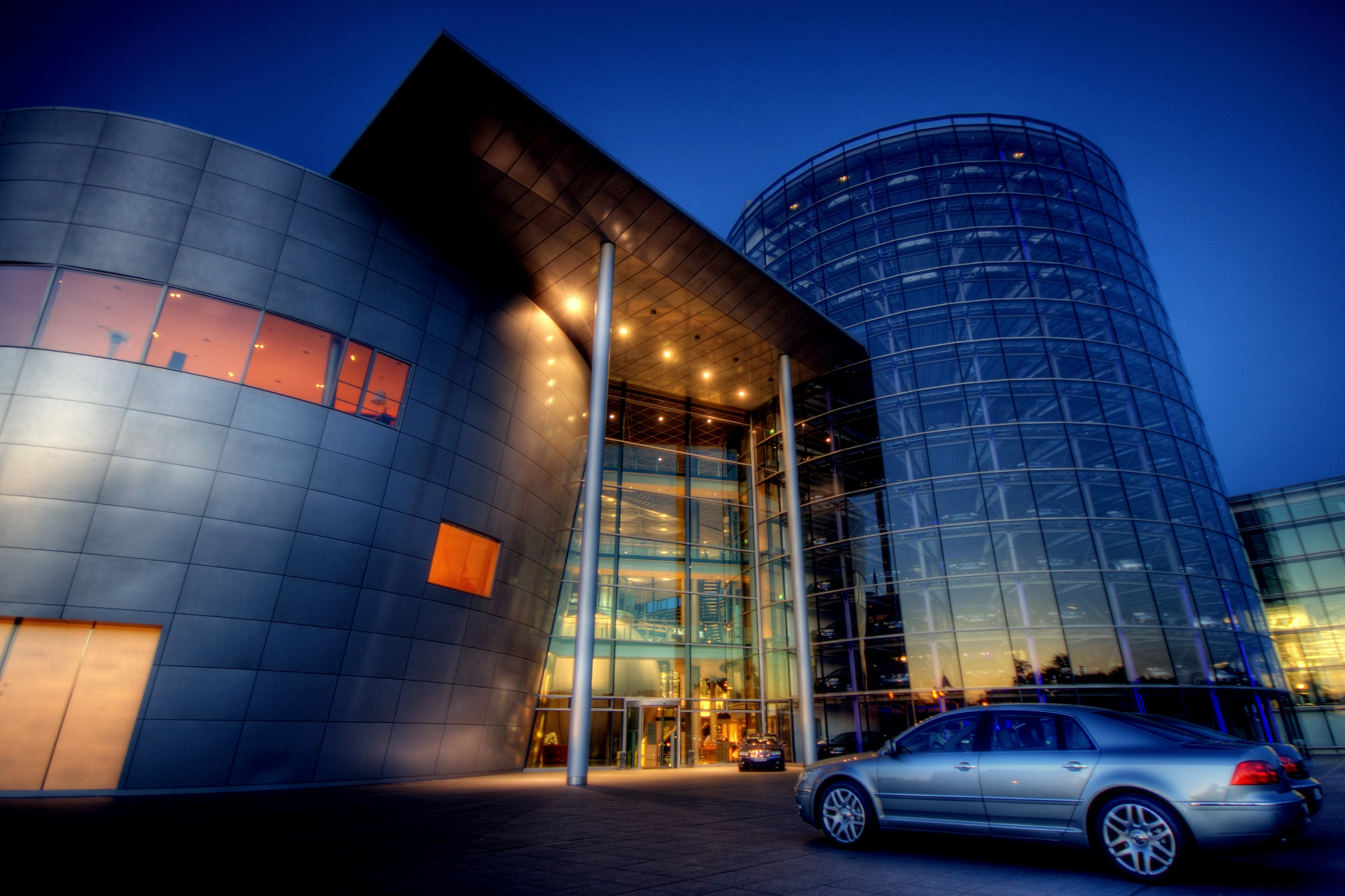
Szklana Manufaktura w Dreźnie

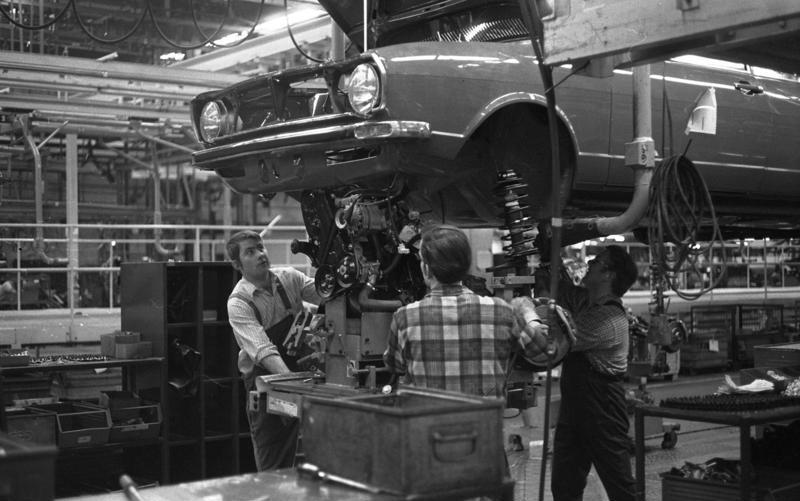
Linia montażowa fabryki w Wolfsburgu

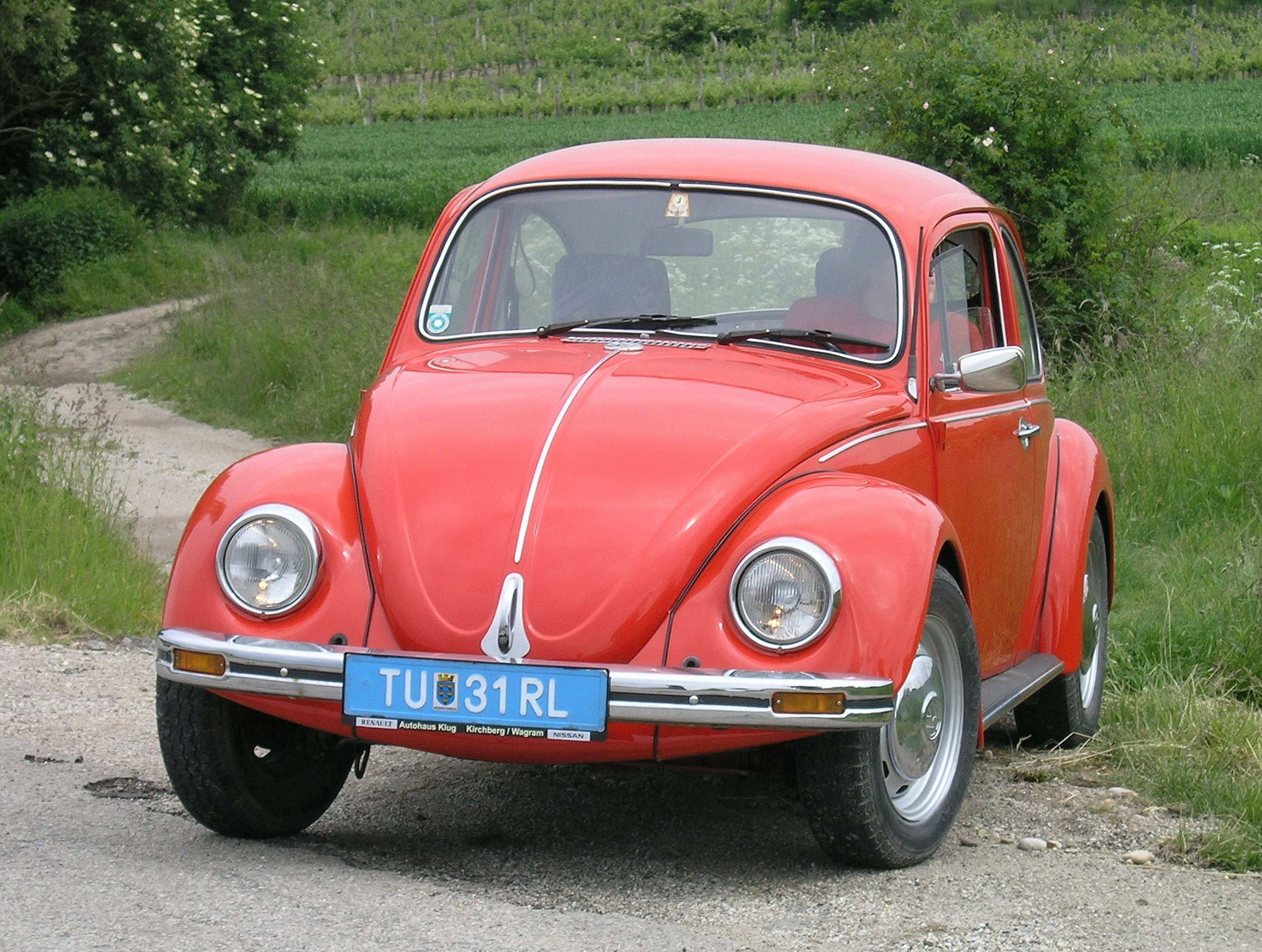
Volkswagen Typ 1 (Garbus)

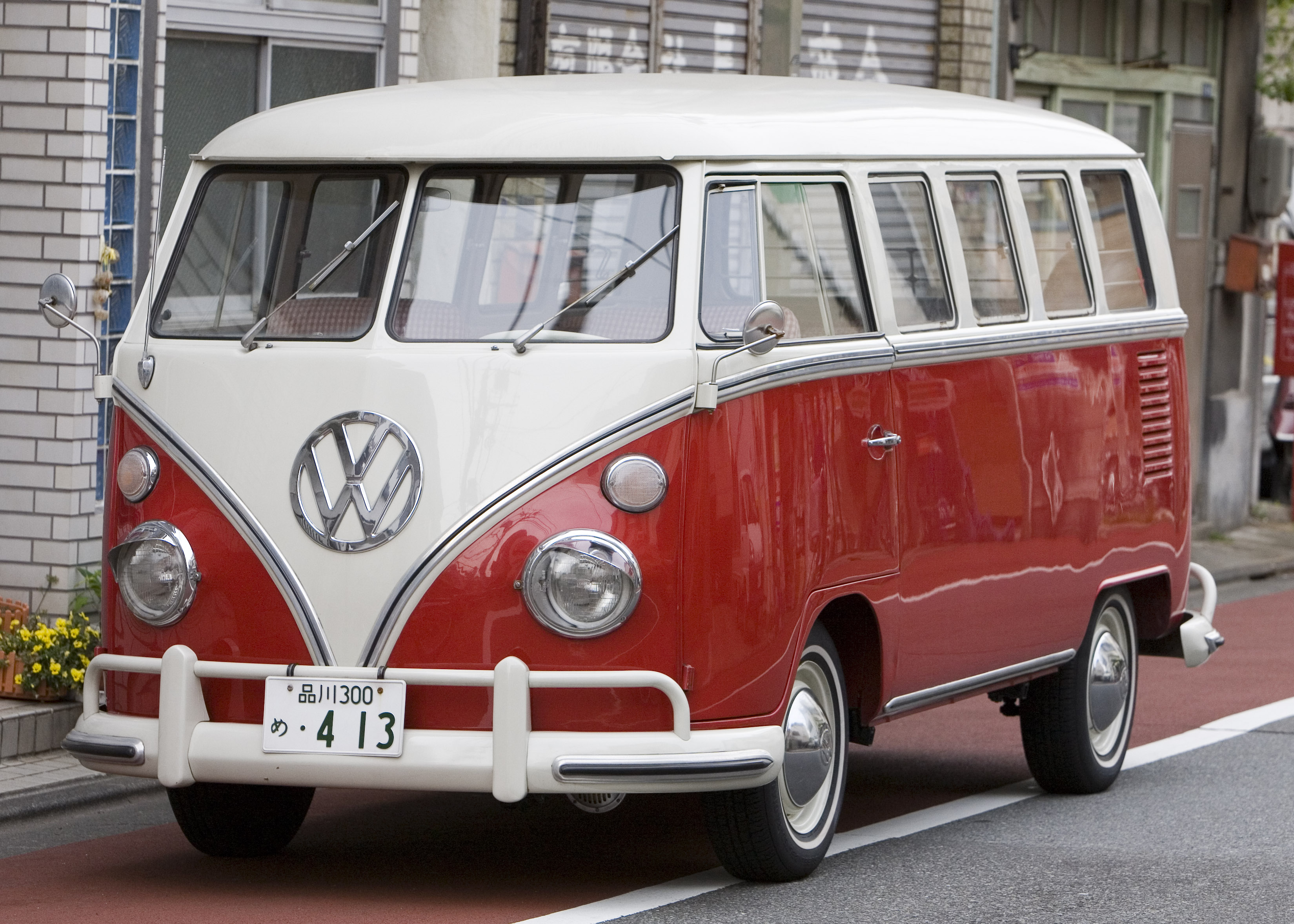
Volkswagen Typ 2 T1 (Transporter T1)

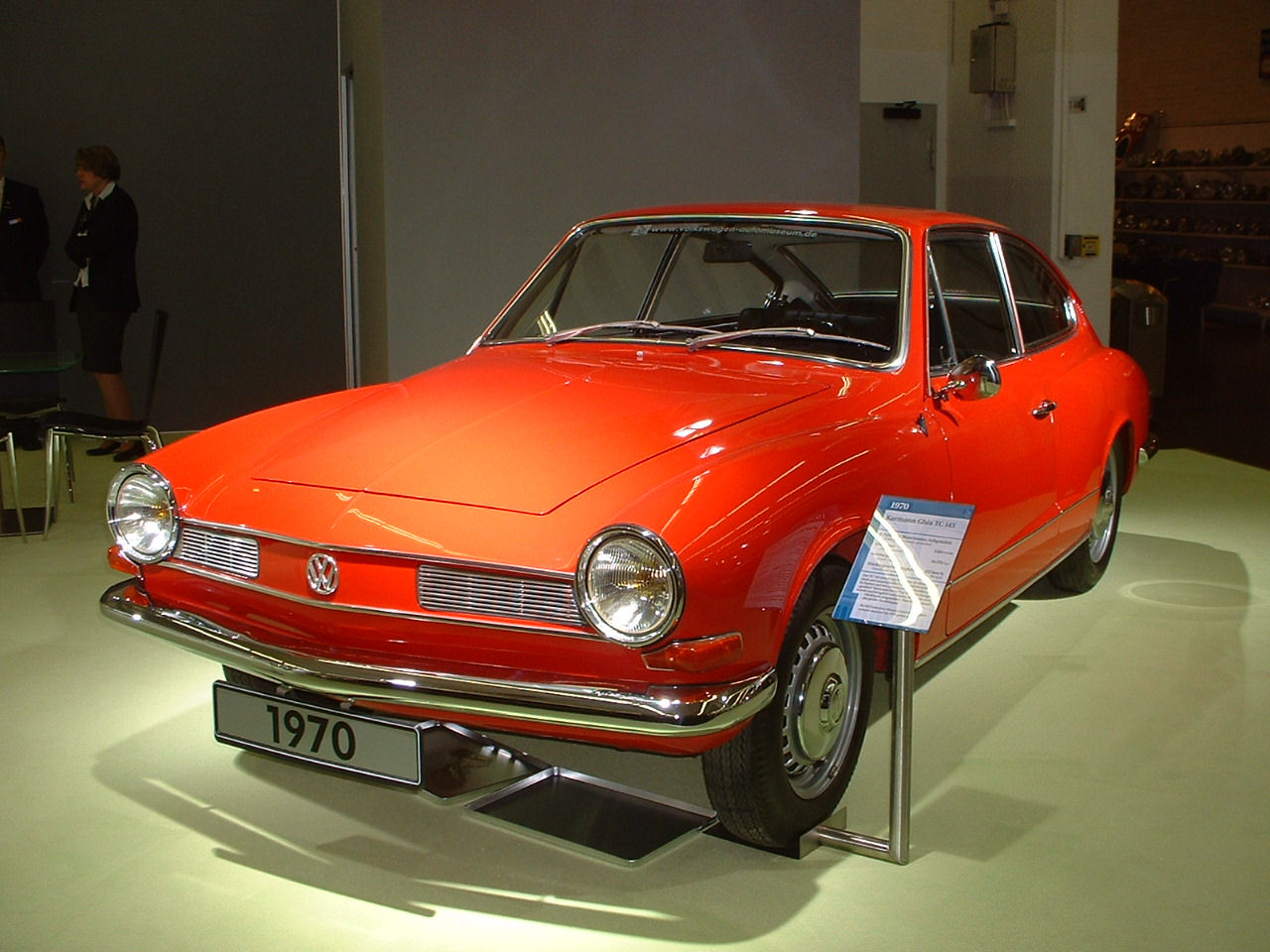
Volkswagen Karmann Ghia TC

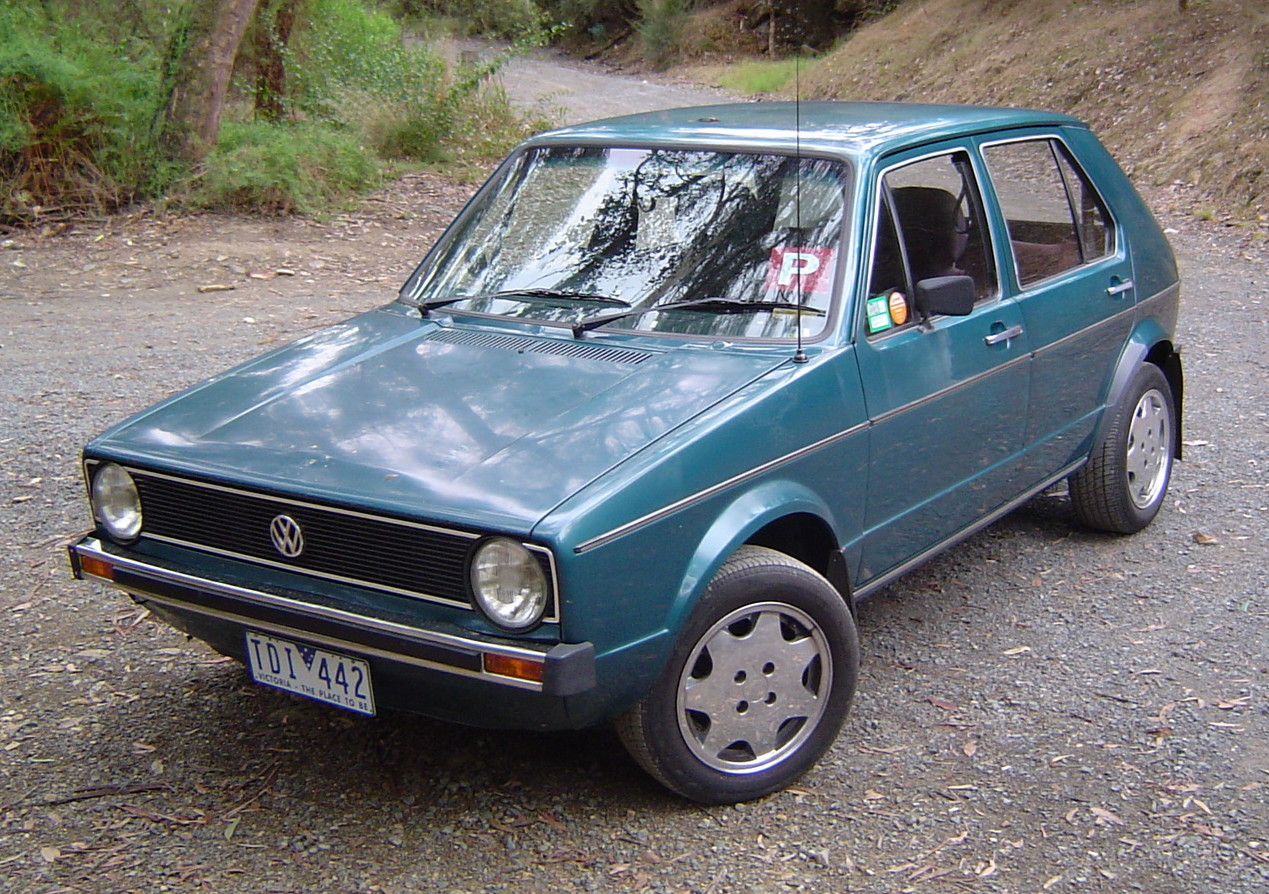
Volkswagen Golf I

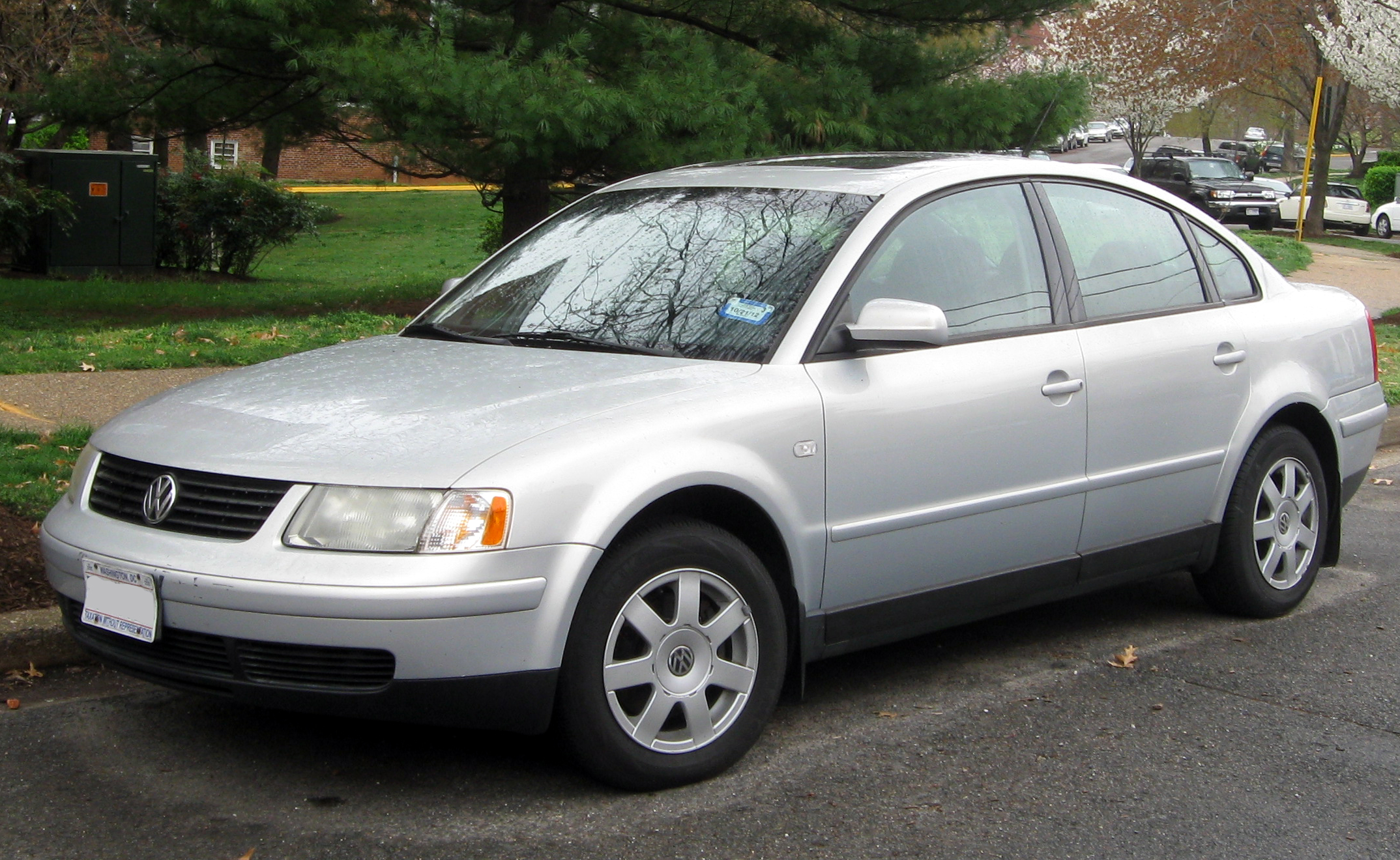
Volkswagen Passat B5

Oficjalna produkcja KdF-Wagena (późniejszego Volkswagena) w wersji cywilnej („garbusa”) rozpoczęła się 11 lipca 1941 roku i zakończyła 7 sierpnia 1944 roku. Zakłady wykorzystywały robotników przymusowych i więźniów obozów, w tym Arbeitsdorf. Łącznie w różnych wersjach nadwoziowych (kabriolet, sedan i kabrio-limuzyna) zakłady KdF-Wagen Stadt wyprodukowały 630 sztuk. Pozostałe odmiany KdF-Wagena (Schwimmwagen typ 166 – amfibia, Kübelwagen 82 – łazik terenowy, oraz wojskowy „garbus” typ 92, 82E i w wersji z napędem 4x4 jako typ 87) były przeznaczone dla armii niemieckiej. Ale cywilne KdF-Wageny z lat 1941–1944 po II wojnie światowej uznano za prototypy, pomimo że niczym nie różniły się od pierwszych powojennych Volkswagenów „garbusów” produkowanych do 1949 roku. Powojenna produkcja ruszyła we wrześniu 1945 roku na potrzeby armii brytyjskiej, choć pierwotnie fabrykę w pobliżu Fallersleben przeznaczono do likwidacji. Wtedy też doszło do oficjalnego powstania marki Volkswagen.
Stopniowo, dzięki w miarę przystępnej cenie „garbusa” oraz wprowadzaniu w latach późniejszych nowych modeli (Transporter), Volkswagen awansował do grona największych producentów samochodów w Europie.
W 1973 roku miała miejsce premiera Passata, a w 1974 roku, po wyprodukowaniu blisko 12 mln sztuk, zakończono produkcję Garbusów w fabryce w Wolfsburgu. Odtąd były one produkowane w Emden (do 19 stycznia 1978 roku) i w Meksyku. 30 lipca 2003 zakończyła się produkcja w Meksyku.
Następcą Garbusa został Volkswagen Golf, który trafił do sprzedaży wiosną 1974 roku i został przyjęty entuzjastycznie. Sylwetka hatchbacka okazała się bardziej praktyczna niż Garbusa.
Nieco mniejszy od Golfa Polo zadebiutował wiosną 1975 roku i produkowany był w tej formie aż do 1981 roku, kiedy rozpoczęto produkcję drugiej generacji Polo.
W 1991 roku Volkswagen otworzył oficjalne przedstawicielstwo w Polsce. Powstało przedsiębiorstwo Kulczyk Tradex z siedzibą w Poznaniu – polski importer samochodów Volkswagen i Audi, a od 1996 roku również Porsche. Od 2011 roku Volkswagen wykupił Kulczyk Tradex, w wyniku czego firma zmieniła się na Volkswagen Group Polska.
W maju 1992 roku rozpoczął się kolejny polski rozdział w historii produkcji Volkswagenów – powstało przedsiębiorstwo Volkswagen Poznań, w którym początkowo montowano, a później już produkowano w całości różne modele samochodów. Modelem sztandarowym poznańskiej fabryki stał się Volkswagen Transporter wytwarzany tu od początku 1994 roku. Aktualnie w Poznaniu produkowane są Transporter T6.1 oraz Caddy.
W grudniu 1997 roku Volkswagen de Mexico S.A de C.V w zakładzie w Puebla rozpoczął seryjną produkcję Volkswagena New Beetle’a – reminiscencji Garbusa.
W 1998 roku rozpoczyna się seryjna produkcja Lupo, który jest początkiem nowej generacji małych i oszczędnych samochodów koncernu VW, a także produkcja modelu Bora, sedana na bazie Golfa IV generacji.
Jednocześnie w roku 1998 Polska wzbogaciła się o kolejną fabrykę koncernu Volkswagen Group, tym razem zajmującą się produkcją najnowszej generacji silników Diesla – Volkswagen Motor Polska Sp. z.o.o. w Polkowicach (woj. dolnośląskie).
Do Volkswagen Group należy także Volkswagen Bank. Volkswagen Bank Polska S.A. powstał w 1998 roku. W skład banku wchodzą spółki: Volkswagen Bank direct, Volkswagen Leasing Polska, Volkswagen Serwis Ubezpieczeniowy.
31 maja 2000 roku powstało w Wolfsburgu Autostadt – „miasteczko koncernu Volkswagen”, w którym odwiedzający mogą nie tylko przyjrzeć się osiągnięciom koncernu w dziedzinie motoryzacji, lecz także interesująco spędzić wolny czas. Klienci odbierają tu kupione przez siebie samochody, które czekają na nich w jednej z dwóch szklanych wież – symbolach Autostadt.
26 listopada 2001 roku w fabryce Volkswagena w Wolfsburgu z taśmy zjechał 33 333 333 wyprodukowany tam samochód. Tak duża liczba pojazdów wyprodukowanych w jednej fabryce to sukces niespotykany w historii motoryzacji.
W 1992 roku Golf III został wybrany Samochodem Roku, w 2006 roku Volkswagen Passat B6 zdobył drugie miejsce, zaś w 2010 roku Samochodem Roku został Volkswagen Polo piątej generacji.
W Polsce w 2014 roku zarejestrowano 5856 samochodów tej marki, to jest około 15% więcej niż rok wcześniej. Najpopularniejszy okazał się VW Caddy. Znaczący wzrost sprzedaży użytkowych volkswagenów zaobserwowano zwłaszcza w Europie Zachodniej, gdzie najlepiej sprzedawał się VW Transporter.
W marcu 2019 roku spółka poinformowała opinię publiczną o chęci zwiększenia inwestycji w automatyzację rutynowych procesów produkcyjnych, natomiast by to zrobić musi w ciągu kolejnych pięciu lat zwolnić od 5 do 7 tysięcy pracowników.
W 2024 roku Volkswagen ogłosił plany przyspieszenia działań w zakresie transformacji ku elektromobilności, potwierdzając redukcję liczby miejsc pracy w odpowiedzi na rosnącą konkurencję i zmieniające się potrzeby rynku. Firma zainwestuje miliardy euro w rozwój nowych modeli aut elektrycznych oraz rozbudowę infrastruktury produkcyjnej, aby utrzymać swoją pozycję w segmencie pojazdów elektrycznych, zwłaszcza w obliczu intensywnej rywalizacji z chińskimi producentami.
W tym samym roku zarejestrowano aż 38 401 samochodów tej marki (13,2% więcej niż rok wcześniej).

## Modele samochodów

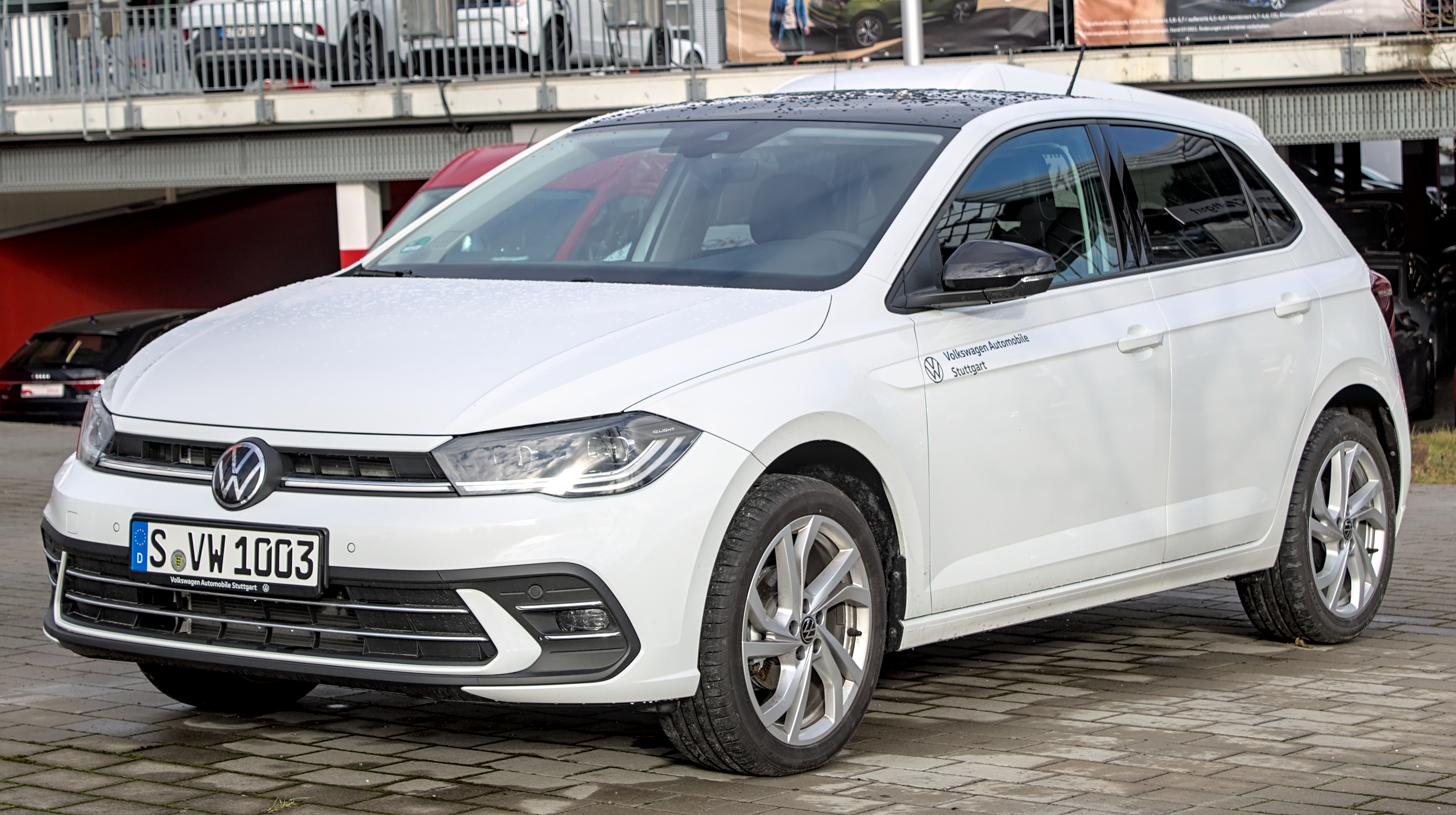
Volkswagen Polo

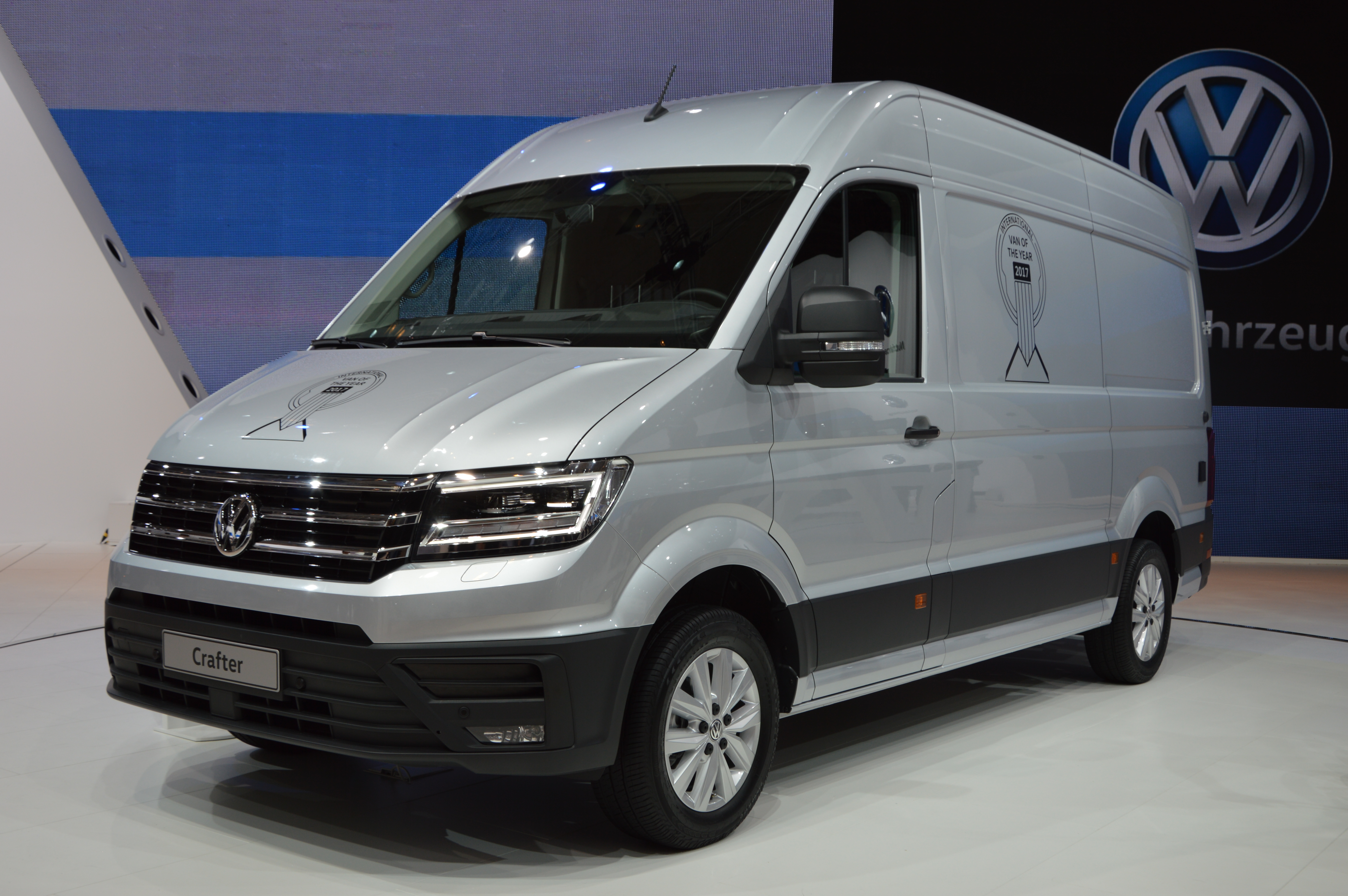
Volkswagen Crafter

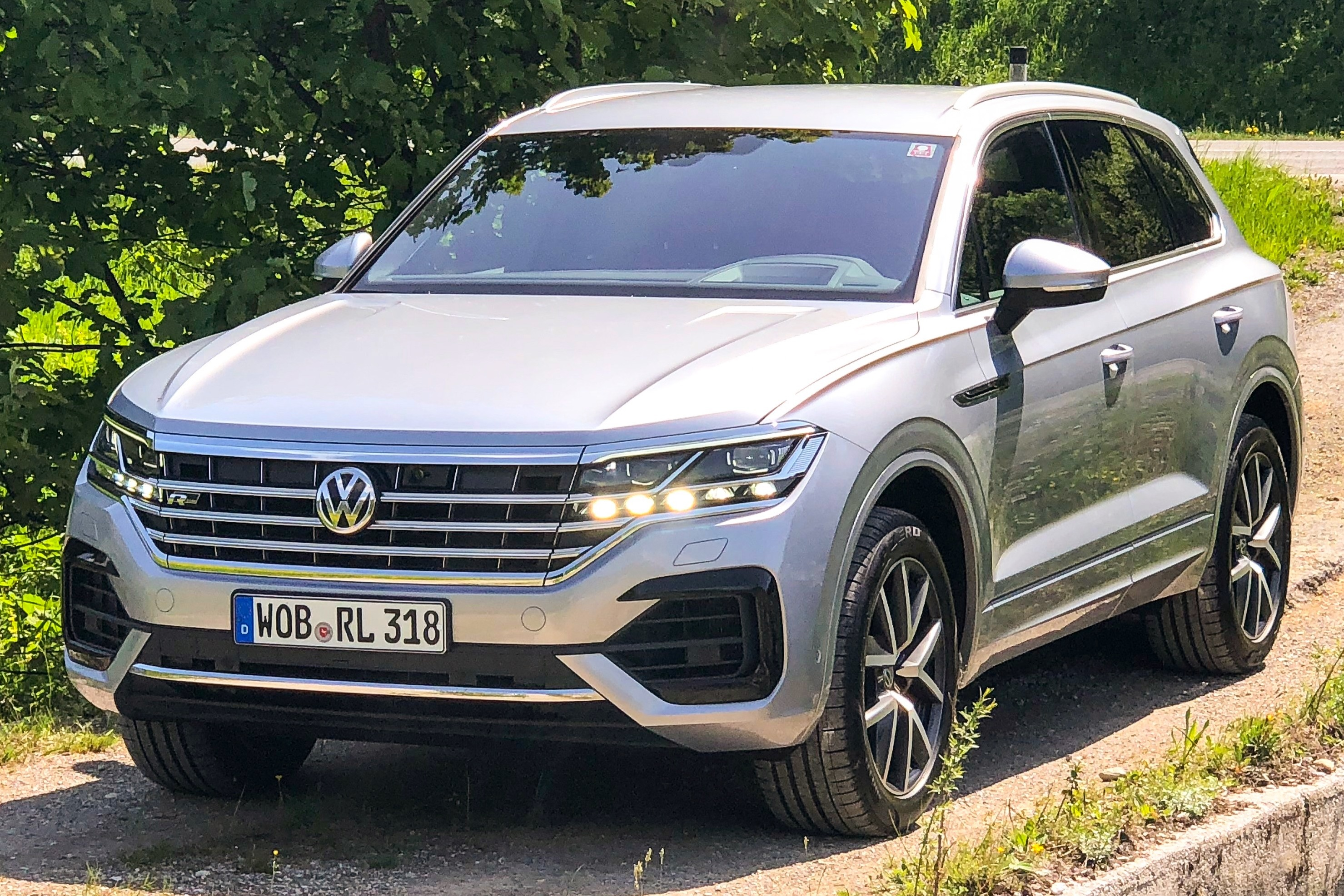
Volkswagen Touareg

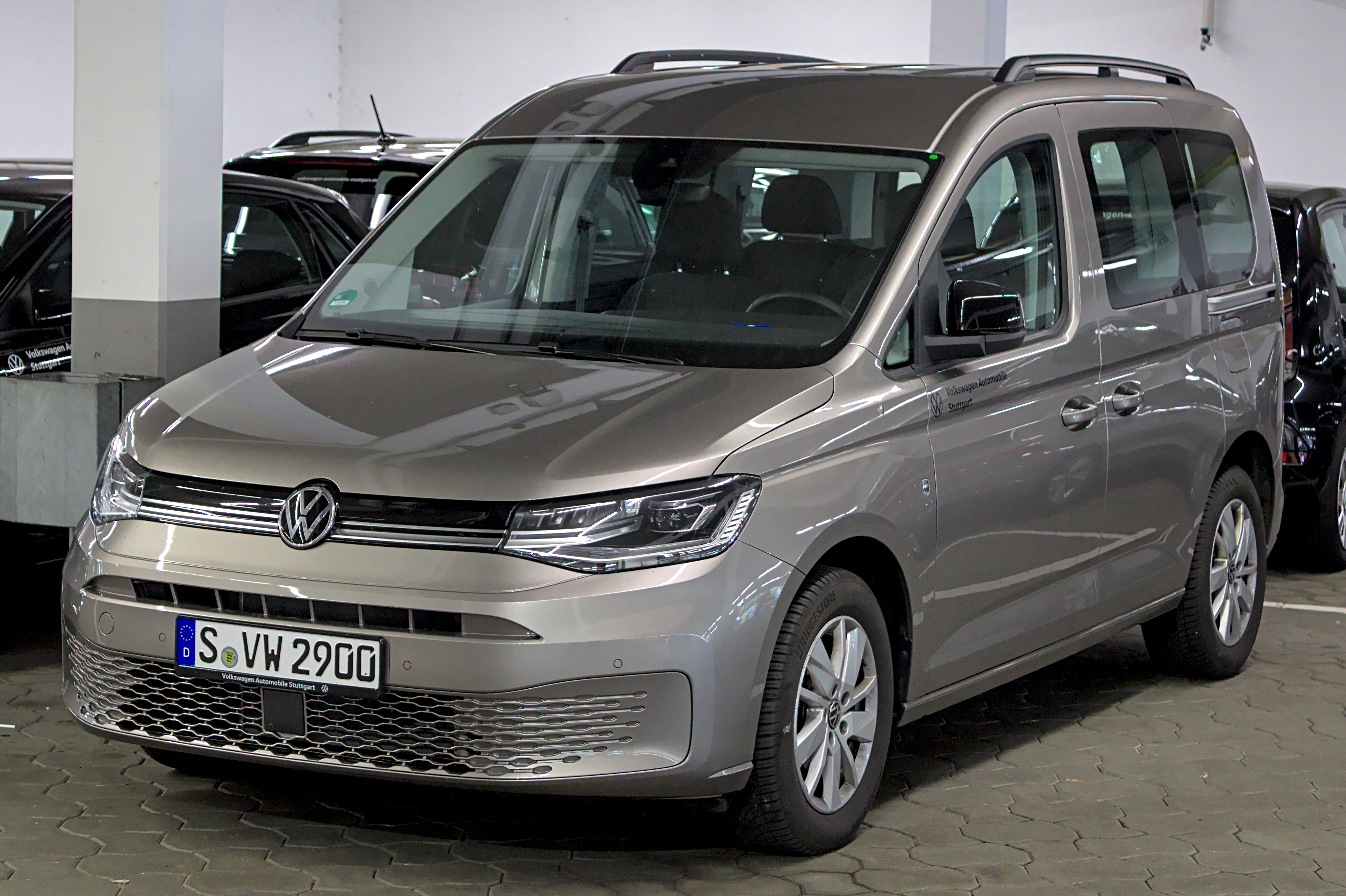
Volkswagen Caddy

### Obecnie produkowane (Europa)

#### Samochody osobowe
- Polo
- Golf
- Passat

#### Samochody elektryczne
- ID.3
- ID.4
- ID.5
- ID.7
- ID.Buzz

#### SUV-y i crossovery
- T-Cross
- Taigo
- T-Roc
- Tiguan
- Touareg

#### Kombivany, vany i minivany
- Caddy
- Multivan
- Touran

#### Pickupy
- Amarok

#### Dostawcze
- Caddy
- Transporter
- Crafter

### Obecnie produkowane (Ameryka Południowa)

#### Osobowe
- Fox
- Gol
- Voyage(inne języki)
- Virtus
- Jetta/Vento

#### Minivany i vany
- Suran/SpaceFox

#### Pickupy
- Saveiro(inne języki)
- Amarok

#### Ciężarowe
- Constellation

### Obecnie produkowane (Chiny)

#### Osobowe
- Bora
- Bora Legend
- Gran Santana
- Santana
- Gran Lavida
- Lavida
- New Lavida
- Jetta (Chiny)
- Sagitar
- Lamando
- Magotan
- Passat NMS(inne języki)

#### SUV-y i crossovery
- Tacqua
- C-Trek
- Tayron
- Tharu
- Teramont
- Teramont X

### Obecnie produkowane dla innych rynków

#### Osobowe
- Ameo (Indie)
- Polo Vivo (RPA)
- Polo Sedan/Vento (Rosja, Ukraina)
- Jetta (USA, Kanada, Meksyk, Rosja)

#### SUV-y i crossovery
- Atlas (USA, Kanada, Meksyk, Rosja, Ukraina)
- Atlas Cross (USA, Kanada, Meksyk)

### Modele historyczne
- 1500
- Apollo
- Arteon
- Beetle
- Brasilia(inne języki)
- CC
- Corrado
- Corsar
- Country Buggy(inne języki)
- Dasher
- Derby
- Delivery(inne języki)
- Eos
- Fox
- Garbus
- Ghia
- Golf Plus
- Iltis
- Karmann Ghia
- K70
- L80(inne języki)
- Logus(inne języki)
- LT
- Lupo
- New Beetle
- Passat Lingyu
- Phaeton
- Phideon
- Quantum
- Rabbit
- Routan
- Scirocco
- Scirocco
- SP2
- Taro
- TL
- Typ 3
- Typ 4
- Typ 34(inne języki)
- Typ 181(inne języki)
- Variant(inne języki)
- Vento
- Worker(inne języki)
- Touran
- Sharan
- up!
- XL1

### Modele koncepcyjne
- Volkswagen ARVW(inne języki)
- Volkswagen Beetle R Concept
- Volkswagen BlueSport(inne języki)
- Volkswagen Bulli(inne języki)
- Volkswagen Chico
- Volkswagen Concept 1(inne języki)
- Volkswagen Concept A(inne języki)
- Volkswagen Concept C(inne języki)
- Volkswagen Concept D(inne języki)
- Volkswagen CrossBlue(inne języki)

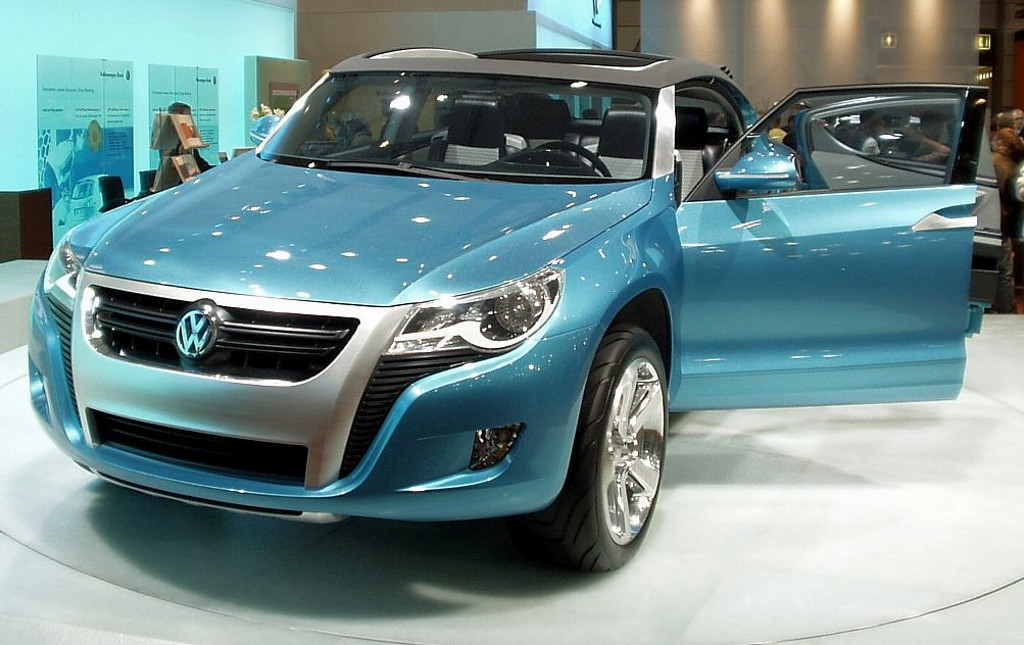
Volkswagen Concept A

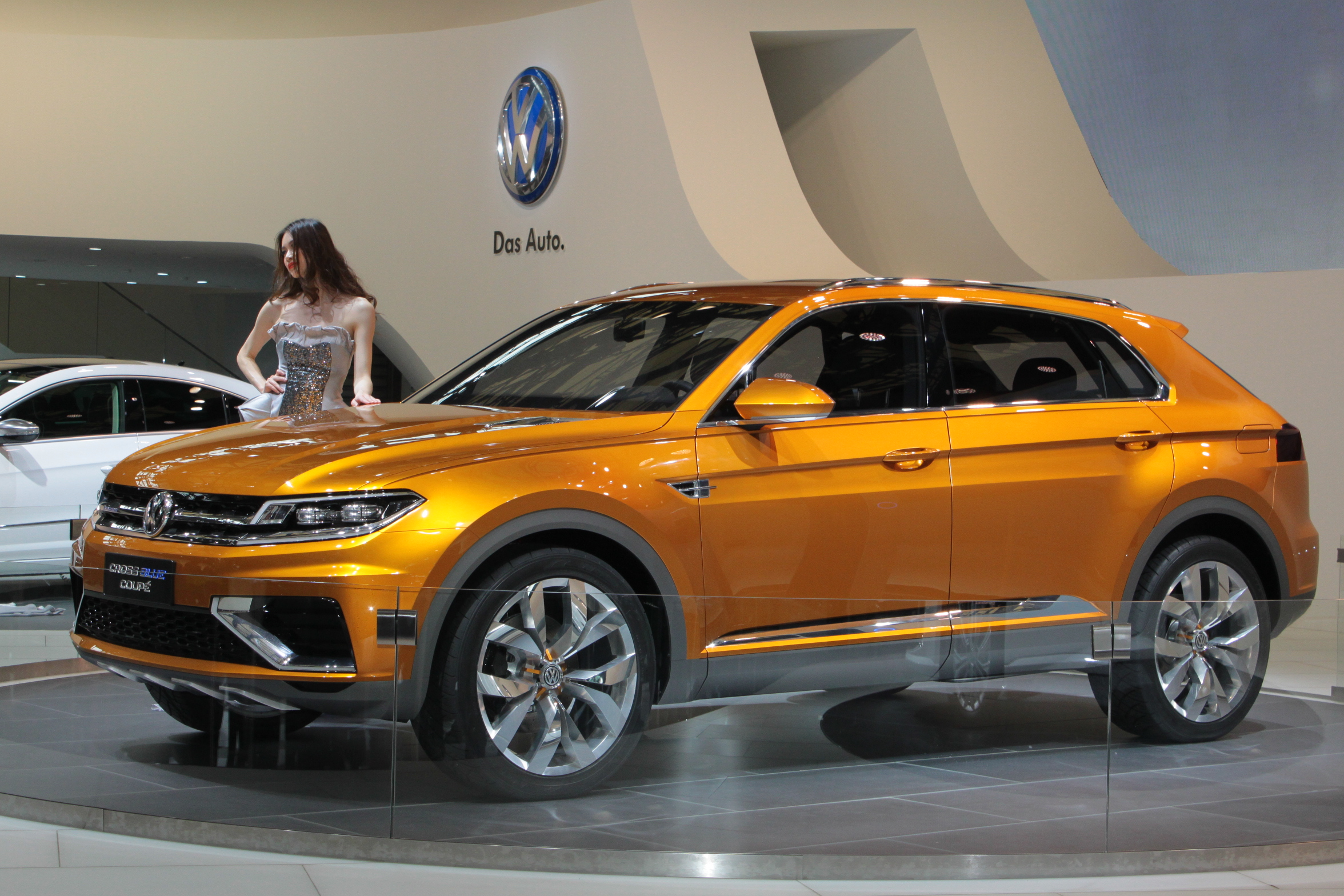
Volkswagen CrossBlue Coupe

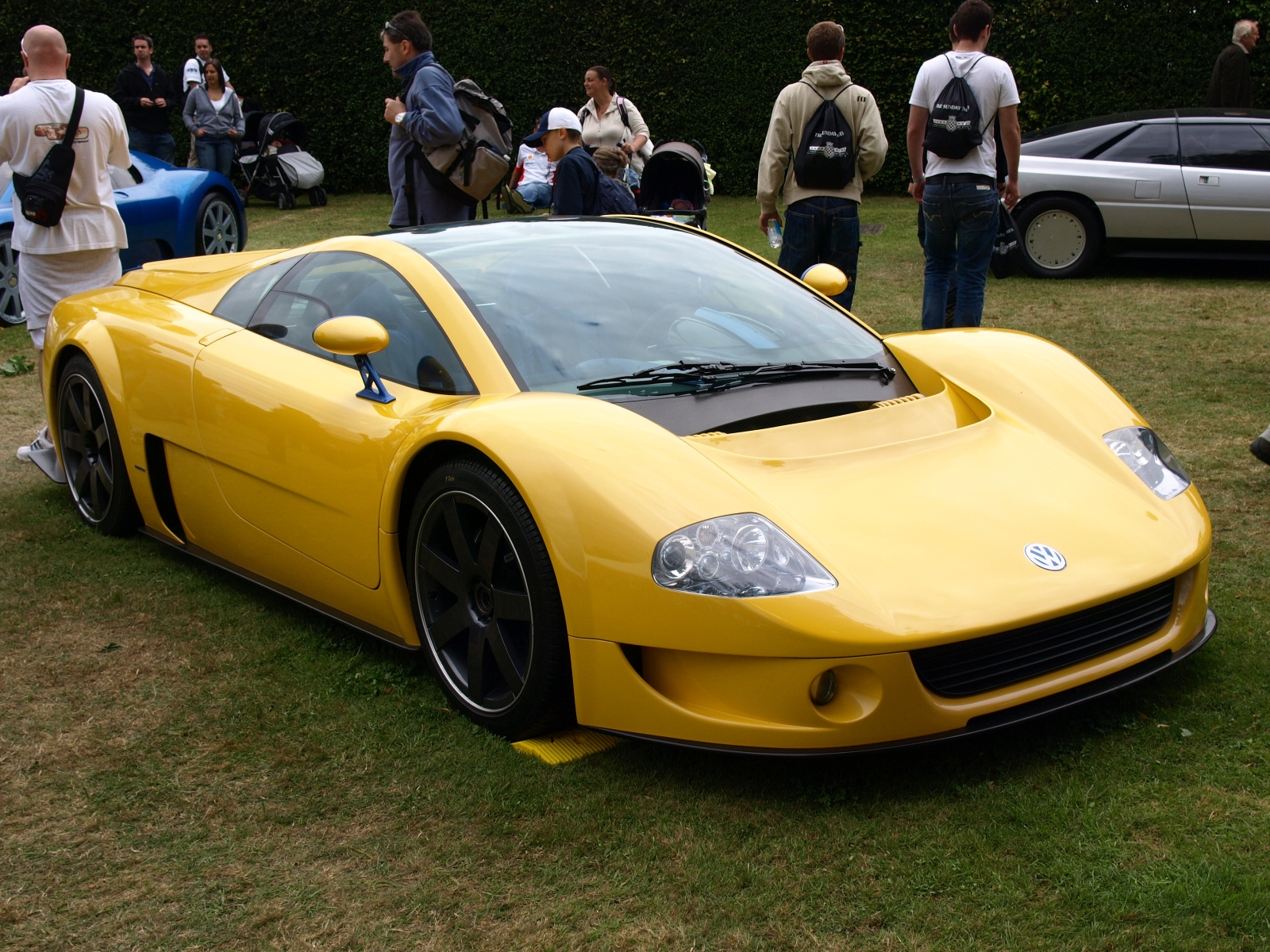
Volkswagen W12

- Volkswagen CrossBlue Coupe(inne języki)
- Volkswagen Cross Coupe(inne języki)
- Volkswagen E-Bugster(inne języki)
- Volkswagen e-Co-Motion(inne języki)
- Volkswagen EcoRacer(inne języki)
- Volkswagen eT!(inne języki)
- Volkswagen Go!(inne języki)
- Volkswagen Golf V GTI W12-650(inne języki)
- Volkswagen GX3(inne języki)
- Volkswagen I.D.(inne języki)
- Volkswagen Iroc(inne języki)
- Volkswagen Kaefera
- Volkswagen L1
- Volkswagen Microbus(inne języki)
- Volkswagen New Compact Coupé(inne języki)
- Volkswagen New Midsize Coupé Concept
- Volkswagen Nils(inne języki)
- Volkswagen Pickup Concept(inne języki)
- Volkswagen Tex(inne języki)
- Volkswagen Tiguan Concept
- Volkswagen Tristar Concept(inne języki)
- Volkswagen T-Roc Concept
- Volkswagen up! Concept
- Volkswagen W12 Syncro
- Volkswagen Taigun(inne języki)
- Volkswagen XL1(inne języki)

## Volkswagen w Polsce
W 2019 roku Volkswagen była najpopularniejszą marką samochodów w Polsce z liczbą 81 625 zarejestrowanych aut.

## Dieselgate
We wrześniu 2015 ujawniona została afera Volkswagena związana z procederem montowania w samochodach produkowanych przez grupę Volkswagena oprogramowania, pozwalającego na manipulację wynikami pomiarów toksyczności spalin.